# Brighton, Iowa
Brighton là một thành phố thuộc quận Washington, tiểu bang Iowa, Hoa Kỳ. Năm 2010, dân số của thành phố này là 652 người.

## Dân số
Dân số qua các năm:
- Năm 2000: 687 người.
- Năm 2010: 652 người.